# Дзіґожев
Дзіґожев (пол. Dzigorzew) — село в Польщі, у гміні Серадз Серадзького повіту Лодзинського воєводства.
Населення — 399 осіб (2011).
У 1975-1998 роках село належало до Серадзького воєводства.

## Демографія
Демографічна структура станом на 31 березня 2011 року:
|          | Загалом | Допрацездатний вік | Працездатний вік | Постпрацездатний вік |
| -------- | ------- | ------------------ | ---------------- | -------------------- |
| Чоловіки | 201     | 41                 | 135              | 25                   |
| Жінки    | 198     | 38                 | 113              | 47                   |
| Разом    | 399     | 79                 | 248              | 72                   |